# Bretby
Bretby – wieś w Anglii, w hrabstwie Derbyshire, w dystrykcie South Derbyshire. Leży 15 km na południowy zachód od miasta Derby i 175 km na północny zachód od Londynu.